# Coumba Kane
Coumba Kane est une journaliste franco-sénégalaise qui travaille au Monde Afrique depuis 2015. Elle a passé une partie de son enfance entre le Sénégal, le Mali (pays d'origine de ses parents) et la France.

## Études et carrière
Après avoir obtenu un master sur l'histoire de l'Afrique à l'Université Paris 1-Panthéon Sorbonne, elle obtient son diplôme de journaliste à l'Institut pratique du journalisme.
Sa carrière professionnelle comprend des passages dans les médias tels que France 24, France Télévisions et AFRICA 24TV. 
Après un passage sur France Ô où elle présente les journaux télévisés Info>Afrique, elle rejoint Le Monde Afrique où elle travaille depuis 2015. 
Les questions qu'elle explore dans son travail incluent le genre, la santé sexuelle et reproductive, l'éducation et les inégalités sociales. 
Dans le cadre de son travail journalistique, Coumba Kane a réalisé des reportages sur les violences faites aux femmes en Afrique, le mouvement Me Too en Afrique francophone et la lutte des militants de la région contre les violences sexuelles. Elle couvre également l'actualité politique sénégalaise dans le cadre de l'élection présidentielle de 2024.